# Andrés Balanta
Andrés Balanta, né le 18 janvier 2000 à Cali en Colombie et mort le 29 novembre 2022 à San Miguel de Tucumán en Argentine, est un footballeur colombien qui évoluait au poste de milieu défensif.

## Biographie

### En club
Natif de Cali en Colombie, Andrés Balanta est formé par le club de sa ville natale, le Deportivo Cali. Il joue son premier match en professionnel le 13 mai 2018, face à l'Atlético Nacional. Il entre en jeu à la place d'Abel Aguilar lors de cette rencontre remportée par son équipe sur le score de un but à zéro. Le 23 août de la même année, Balanta fait sa première apparition en Copa Sudamericana face aux équatoriens de LDU Quito. Il entre en jeu en fin de match lors de cette rencontre perdue par son équipe (1-0). Il inscrit son premier but en professionnel le 28 juillet 2019, face à l'Atlético Huila (2-2).
Alors qu'il commence à s'imposer en équipe première, sa progression est freinée en août 2019 par des problèmes de santé, le tenant éloigné des terrains pendant plusieurs mois.
Andrés Balanta meurt d'une crise cardiaque le 29 novembre 2022.

### En sélection
Avec l'équipe de Colombie des moins de 17 ans, il participe au championnat de la CONMEBOL des moins de 17 ans en 2017. Lors de ce tournoi organisé au Chili, il joue neuf matchs. Quelques mois plus tard, il est à nouveau retenu avec cette sélection pour participer à la coupe du monde des moins de 17 ans qui se déroule en Inde. Titulaire dans l'entrejeu colombien, il joue les quatre matchs de son équipe dans leur intégralité. La Colombie se voit sèchement éliminée au stade des huitièmes de finale par l'Allemagne (défaite 0-4).
Avec l'équipe de Colombie des moins de 20 ans, il participe au championnat de la CONMEBOL des moins de 20 ans en 2019. Lors de ce tournoi organisé au Chili, il prend part à six matchs, la Colombie prenant la quatrième place. Quelques mois plus tard, il est à nouveau retenu avec cette sélection pour participer à la coupe du monde des moins de 20 ans qui se déroule en Pologne. Titulaire dans l'entrejeu colombien, il joue les cinq matchs de son équipe dans leur intégralité. La Colombie est battue en quarts de finale par le futur vainqueur de la compétition, l'Ukraine, sur un but de Danylo Sikane.
Il est ensuite retenu dans la liste des joueurs sélectionnés de l'équipe de Colombie olympique pour disputer le Tournoi pré-olympique de la CONMEBOL en 2020.